# Andrea Aiuti
Andrea Aiuti (Roma, 17 de junho de 1849 – Roma, 28 de abril de 1905) foi um cardeal e arcebispo católico italiano.

## Biografia
Andrea Aiuti nasceu em Roma em 17 de junho de 1849 em uma família patrícia de Trapani. Ele se formou em filosofia e teologia no Pontifício Ateneu Romano Santo Apolinário.
Foi ordenado sacerdote em 22 de setembro de 1871.
Aiuti era membro da Cúria Romana na equipe da Congregação do Conselho e depois no serviço diplomático na nunciatura no Brasil. Ele era secretário de Antonio Agliardi, que foi encarregado de organizar a Igreja na Índia. Em 31 de março de 1887, foi nomeado arcebispo titular de Achrida e Delegado Apostólico na Índia. Ele recebeu sua ordenação episcopal do Arcebispo de Bombaim, George Porter em 1º de maio de 1887. Ele publicou um relato de seus anos na Índia em inglês como um guia para a hierarquia católica local.
De 1891 a 1893, foi secretário para assuntos do Rito Oriental na Congregação para a Propagação da Fé. Nessa função, contribuiu para a encíclica do Papa Leão XIII sobre a união das igrejas cristãs, Satis cognitum (1896).
Foi nomeado Núncio Apostólico na Baviera em 7 de junho de 1893. Poucos dias depois, foi nomeado Arcebispo Titular de Tamiathis. Em 15 de julho de 1896, tornou-se Núncio Apostólico em Portugal.
Em 12 de novembro de 1903, o Papa Leão XIII nomeou-o cardeal-sacerdote de San Girolamo dei Croati.
Aiuti participou do conclave de 1903 que elegeu o Papa Pio X.
Ele morreu após uma longa doença, cercado por seus parentes em Roma, em 28 de abril de 1905, aos 55 anos. Ele foi enterrado no jazigo da família no cemitério Campo Verano, em Roma.